# Kramer contra Kramer
Kramer contra Kramer (títol original en anglès Kramer vs. Kramer) és una pel·lícula estatunidenca dirigida per Robert Benton, estrenada el 1979, guanyadora de cinc Oscars. Aquesta pel·lícula ha estat doblada al català.

## Argument
Ted Kramer (Dustin Hoffman) és un yuppie obsessionat per la seva feina, en el món de la publicitat, amb poc temps per la vida familiar. Fins que descobreix que la seva dona Joanna (Meryl Streep) els està deixant a ell i el seu fill de 6 anys. Ted aviat troba que li encanta ser un pare a jornada completa, però llavors la seva dona reapareix per reclamar el noi.

## Repartiment

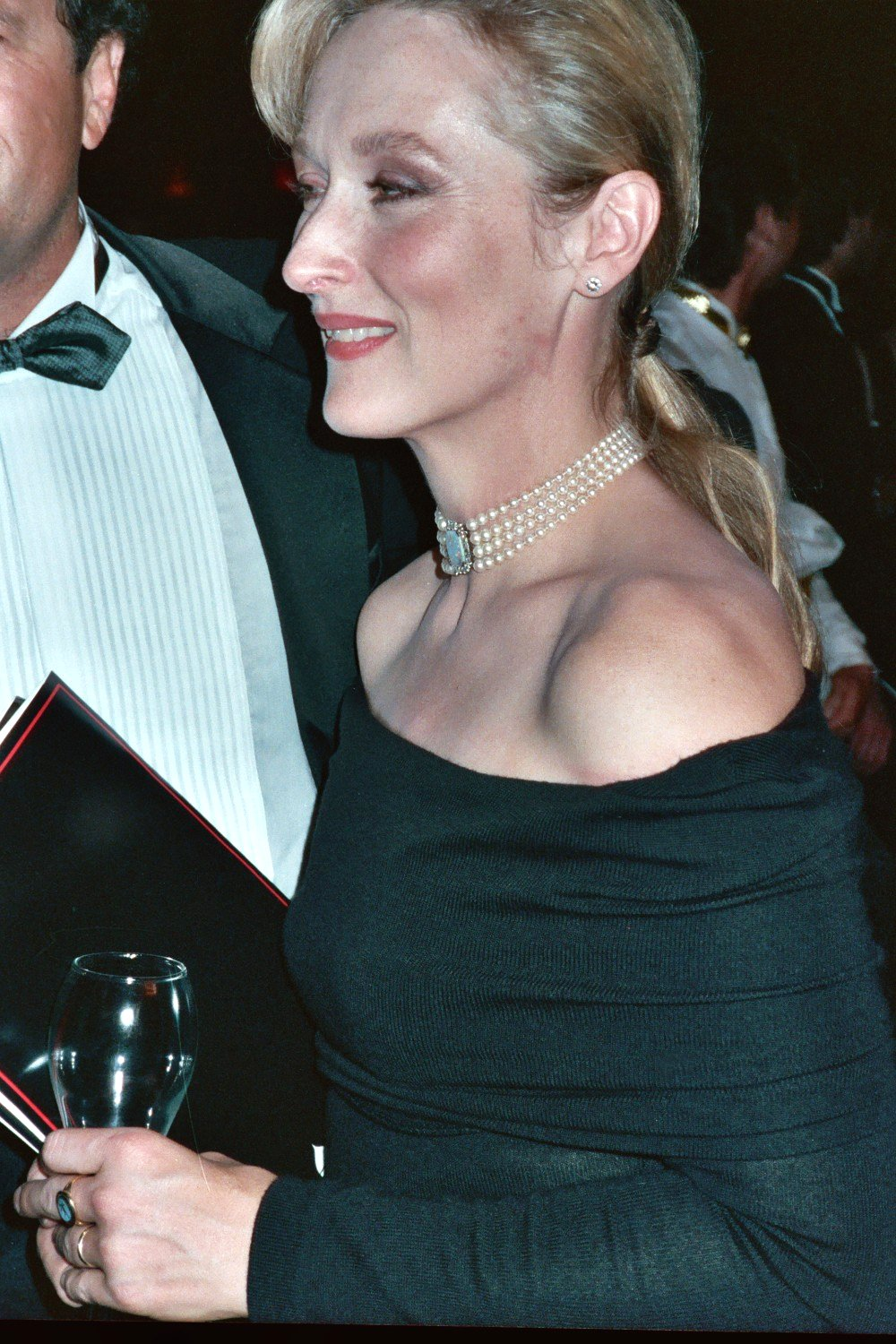

- Dustin Hoffman: Ted Kramer
- Meryl Streep: Joanna Kramer
- Jane Alexander: Margaret Phelps
- Justin Henry: Billy Kramer
- Howard Duff: John Shaunessy
- George Coe: Jim O'Connor
- JoBeth Williams: Phyllis Bernard
- Bill Moor: Gressen
- Howland Chamberlain: Judge Atkins
- Jack Ramage: Spencer
- Jess Osuna: Ackerman
- Nicholas Hormann: Entrevistador

## Premis i nominacions

### Premis
- 1980: Oscar a la millor pel·lícula per Stanley R. Jaffe[3]
- 1980: Oscar al millor director per Robert Benton[3]
- 1980: Oscar al millor actor per Dustin Hoffman[3]
- 1980: Oscar a la millor actriu secundària per Meryl Streep[3]
- 1980: Oscar al millor guió adaptat per Robert Benton[3]
- 1980: Globus d'Or a la millor pel·lícula dramàtica
- 1980: Globus d'Or al millor guió per Robert Benton
- 1980: Globus d'Or al millor actor dramàtic per Dustin Hoffman
- 1980: Globus d'Or a la millor actriu secundària per Meryl Streep
- 1980: David di Donatello per la millor pel·lícula estrangera
- 1980: David di Donatello al millor actor estranger per Dustin Hoffman

### Nominacions
- 1980: Oscar al millor actor secundari per Justin Henry[3]
- 1980: Oscar a la millor actriu secundària per Jane Alexander[3]
- 1980: Oscar a la millor fotografia per Néstor Almendros[3]
- 1980: Oscar al millor muntatge per Gerald B. Greenberg
- 1980: Globus d'Or al millor director per Robert Benton
- 1980: Globus d'Or al millor actor secundari per Justin Henry
- 1980: Globus d'Or a la millor actriu secundària per Jane Alexander
- 1981: BAFTA a la millor pel·lícula
- 1981: BAFTA al millor director per Robert Benton
- 1981: BAFTA al millor actor per Dustin Hoffman
- 1981: BAFTA a la millor actriu per Meryl Streep
- 1981: BAFTA al millor muntatge per Gerald B. Greenberg
- 1981: BAFTA al millor guió per Robert Benton
- 1981: César a la millor pel·lícula estrangera